# Schlacht von Gammelsdorf
Koordinaten: 48° 33′ 0,4″ N, 11° 56′ 42,3″ O

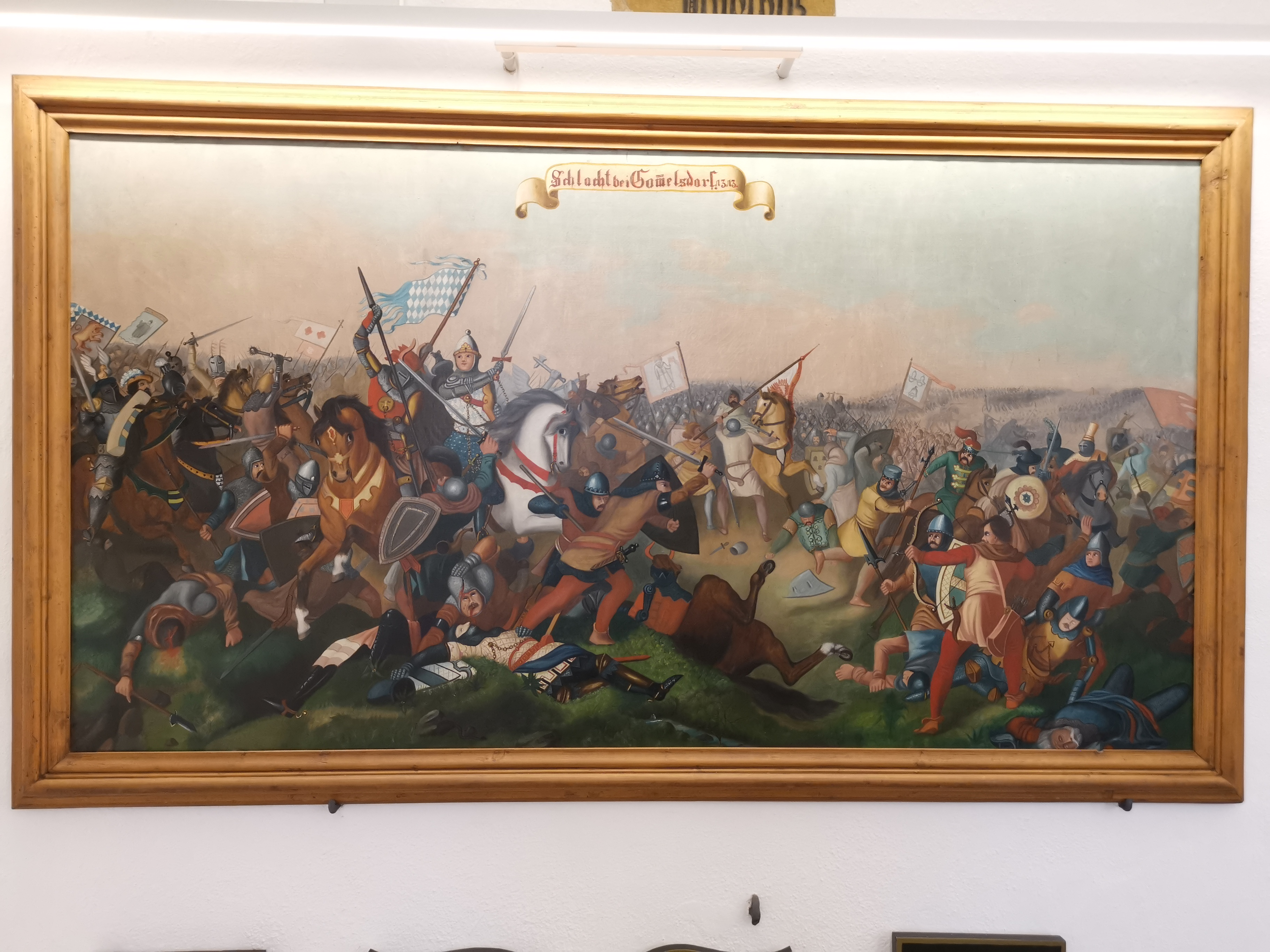
Schlachtbild in der Versöhnungskapelle St. Wenzeslaus Trausnitz

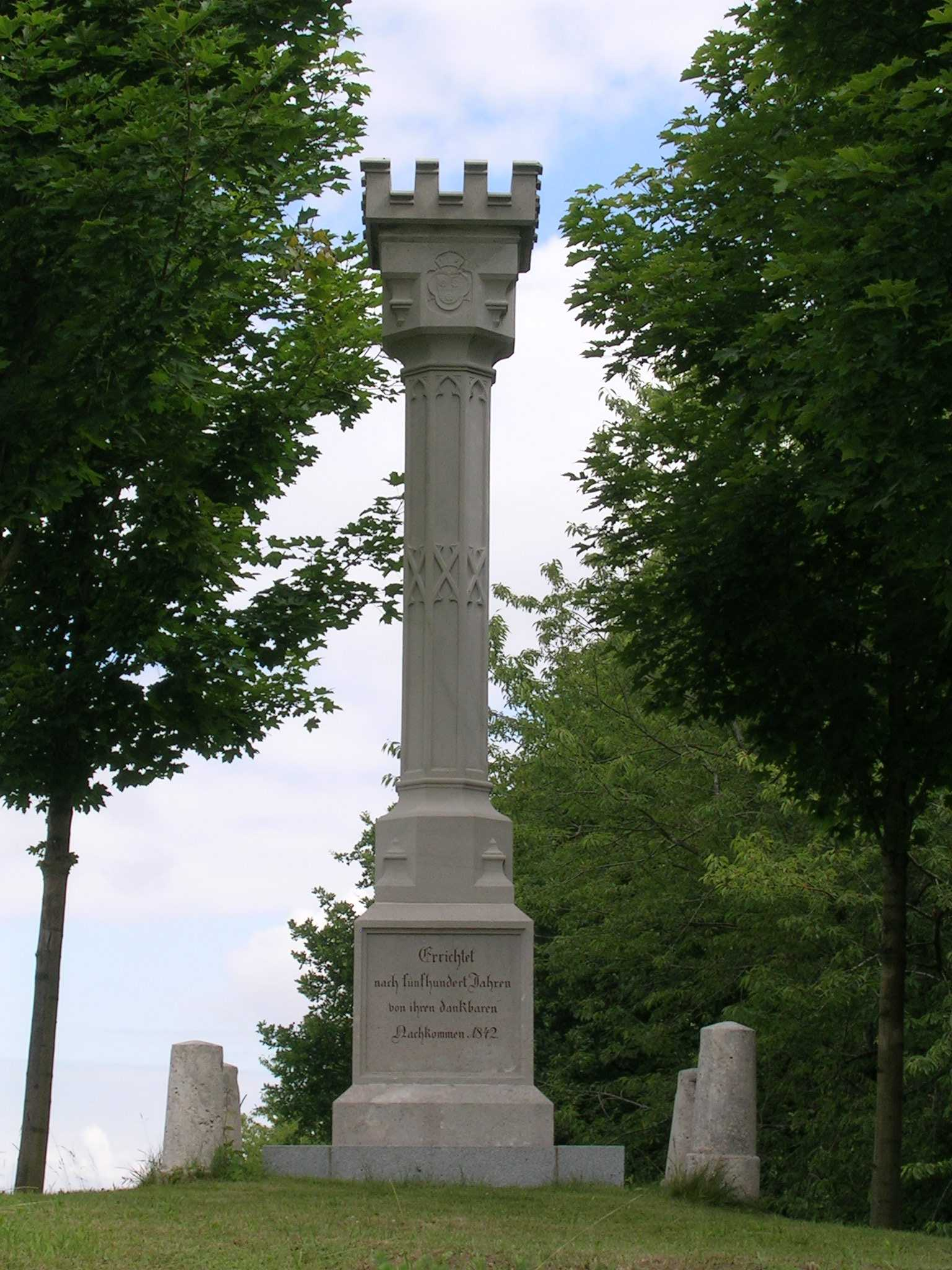
Denkmal zur Erinnerung an die Schlacht von Gammelsdorf

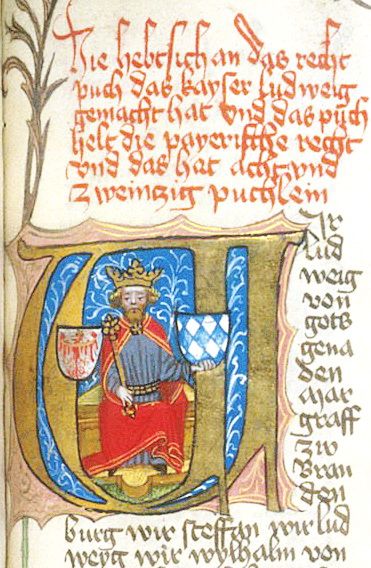
Bayerns Herzog Ludwig als Deutscher Kaiser

Die Schlacht von Gammelsdorf fand am 9. November 1313 bei Gammelsdorf in Oberbayern statt. Sie wurde zwischen dem Wittelsbacher Herzog Ludwig IV. von Oberbayern und dem Habsburger Friedrich dem Schönen um die Vorherrschaft im Herzogtum Bayern ausgetragen.

## Vorgeschichte
Nach dem Tod der Wittelsbacher Herzöge Stephan I. und Otto III. von Niederbayern kam es zu Zwistigkeiten, da deren Vetter Ludwig IV. von Oberbayern die Vormundschaft über deren beide Söhne beanspruchte und die wichtigen niederbayerischen Städte Landshut und Straubing besetzte. Die Witwen der verstorbenen Fürsten und der niederbayerische Adel fühlten sich dadurch in ihren Rechten geschmälert. Sie riefen die Habsburger zu Hilfe, gegen die sie im Jahrzehnt zuvor noch schwere Schlachten ausgefochten hatten und boten Friedrich dem Schönen die Vormundschaft der Erbprinzen an. Im Herbst 1313 eskalierte der Streit zwischen den Habsburgern und den oberbayerischen Wittelsbachern in der Schlacht von Gammelsdorf.

## Verlauf
Das österreichische Heer marschierte von Osten in Richtung Oberbayern. Es bestand hauptsächlich aus niederbayerischem Adel, der sich mit den Habsburgern verbündet hatte und von Albrecht von Hals geführt wurde. Das Aufgebot Ludwigs von Oberbayern setzte sich mehrheitlich aus oberbayerischen Adeligen und niederbayerischen Stadtbürgern zusammen. Bei der Schlacht am 9. November 1313 südlich von Gammelsdorf erlitt das Heer von Herzog Friedrich, zusammen mit den niederbayerischen Rittern, eine deutliche Niederlage gegen die Truppen des Herzogs Ludwig IV. von Oberbayern, dem späteren Kaiser Ludwig dem Bayern. Dessen Sieg entzog das wohlhabende Niederbayern den habsburgischen Ambitionen und festigte die Herrschaft Ludwigs in Bayern.

## Bedeutung und Quellen
Die Schlacht von Gammelsdorf wurde später als Auftakt einer Reihe von Auseinandersetzungen um die Vormachtstellung zwischen dem Haus Wittelsbach und dem Haus Habsburg im Heiligen Römischen Reich gewertet. Sie ging auch als eine der letzten großen Ritterschlachten in die Geschichte ein, bei denen gepanzerte Reiter gegeneinander antraten und noch keine Feuerwaffen zum Einsatz kamen.
Über die Schlacht informieren ausschließlich urkundliche und historiographische Quellen. Archäologische Überreste konnten bislang nicht gefunden werden.

## Gedenken
Zur Erinnerung an den Sieg Ludwigs des Bayern wurde 1842 in Gammelsdorf ein vom örtlichen Pfarrer, Anton Gottstein, initiiertes und aus privaten Mitteln finanziertes Denkmal eingeweiht. Am Denkmal wurden regelmäßig Gedenkgottesdienste abgehalten. In den Glasfenstern der 1880/81 errichteten Gammelsdorfer Pfarrkirche St. Vitus sind Szenen aus der Schlacht bei Gammelsdorf sowie die Wappen der bei der Schlacht beteiligten bayerischen Städte dargestellt. Zur 650-Jahr-Feier hielt der bayerische Ministerpräsident Alfons Goppel 1963 eine Rede. 2013 zur 700-Jahr-Feier wurde die Festrede von Ministerpräsident Horst Seehofer nach einem großen Festgottesdienst mit Kardinal Reinhard Marx gehalten.
In der bayerischen Geschichtsschreibung wird einstimmig von einer entscheidenden Schlacht gesprochen. Dagegen hat Heinz Thomas, der die bislang einzige wissenschaftlichen Ansprüchen genügende Biographie über Ludwig den Bayern vorlegte, die Auseinandersetzung als kleines Scharmützel angesehen.